# Ballad of the Broken Seas
Ballad of the Broken Seas — дебютный студийный альбом дуэта Марка Ланегана и Изобель Кэмпбелл, изданный в 2006 году.

## Об альбоме
Изобель Кэмпбелл записала бо́льшую часть Ballad of the Broken Seas в родном городе Глазго, после чего отправила материал в Лос-Анджелес, где Марк Ланеган завершил работу над альбомом. Запись была положительно принята критиками и номинировалась на Mercury Music Prize, вызвав некоторую критику, так как премия присуждается только британским и ирландским исполнителям, а Ланеган является американцем.

## Отзывы
Рецензент Allmusic Марк Деминг описал Ballad of the Broken Seas как «яркий и впечатляющий результат смешения сладкого ангельского шёпота с виски-никотиновым скрежетом, продуктом десяти тысяч ночей в барах» и сравнил дуэт Кэмпбелл и Ланегана с дуэтом Ника Кейва и Кайли Миноуг в альбоме The Bad Seeds Murder Ballads. Брайан Хоу из Pitchfork в положительном контексте отметил, что альбому «удалось стать интересным и запоминающимся, не понаделав шума по поводу своего выхода». Критики The Guardian и Drowned in Sound Бетти Кларк и Майк Дайвер пришли к одному выводу, что «потенциально катастрофическая связь милой и невинной Кэмпбелл с Ланеганом, сгорбившимся на барном стуле в окружении бутылки виски и пепельницы, полной окурков, превратилась в чрезвычайно красивые отношения».

## Список композиций
| #   | Название                          | Продолжительность |
| --- | --------------------------------- | ----------------- |
| 1.  | Deus Ibi Est                      | 2:51              |
| 2.  | Black Mountain                    | 3:10              |
| 3.  | The False Husband                 | 3:53              |
| 4.  | Ballad of the Broken Seas         | 2:42              |
| 5.  | Revolver                          | 2:40              |
| 6.  | Ramblin' Man                      | 3:29              |
| 7.  | (Do You Wanna) Come Walk with Me? | 3:27              |
| 8.  | Saturday’s Gone                   | 4:37              |
| 9.  | It’s Hard to Kill a Bad Thing     | 2:53              |
| 10. | Honey Child What Can I Do?        | 3:44              |
| 11. | Dusty Wreath                      | 3:44              |
| 12. | The Circus Is Leaving Town        | 5:35              |